# Хенриетта (город, Миннесота)
Хенриетта (англ. Henriette) — город в округе Пайн, штат Миннесота, США. На площади 0,7 км² (0,7 км² — суша, водоёмов нет), согласно переписи 2002 года, проживают 101 человек. Плотность населения составляет 154 чел./км².
- Телефонный код города — 320
- Почтовый индекс — 55036
- FIPS-код города — 27-28574[1]
- GNIS-идентификатор — 0644881[2]